# Municipio de Dartford
Dartford es un distrito no metropolitano con el estatus de municipio, ubicado en el condado de Kent (Inglaterra). Tiene una superficie de 72.77 km². Según el censo de 2001, Dartford estaba habitado por 85 911 personas y su densidad de población era de 1180,58 hab/km².